# 土神與狐狸
《土神與狐狸》，是宮澤賢治所作的短編童話。是賢治死後的隔年（1934年）時被發表的作品。描寫對神的天性，對神的舉止無能的土神的戀愛和嫉妒的作品。

## 故事概要
在某個地方的原野上長著一株非常漂亮的女性樺樹，十分非常受到鳥兒們的喜愛。她有兩個朋友，一個是土神，而另外一個就是狐狸。但是樺樹特別喜歡狐狸，因為土神雖然是神，可是他的樣子粗俗又邋遢，脾氣也不好，令人都不敢再多看一眼，而狐狸長得很斯文也很會打扮，對人也好，在一起也不會感到不愉快。
有一個夜晚，狐狸穿著很帥氣的拿著海涅的詩集來到樺樹這裡，對她美言幾句還說了很有趣的話題，兩個甚至還聊起天文方面的話題，讓他們並成為一對相戀的情侶，狐狸對她說他已向德國的卡爾·蔡司公司訂購望遠鏡，希望到手後能夠讓樺樹看看星空的星星有什麼不同。狐狸為了使樺樹高興，就對她說了訂購望遠鏡的謊的事情而有了罪惡感。土神雖然也對樺樹有著好意，但是他就是不能像狐狸一樣讓樺樹很開心，因此他對狐狸非常的嫉妒。
在那之後，土神打算試著恢復平靜的樣子，但是狐狸來之後，還是讓土神一臉不悅，而在回去的時候也沒和他打招呼，讓他嫉妒心復燃而失去理性，把狐狸給殺死了。在殺死對他憎恨的狐狸後的土神，就到威脅自己存在的對方的身上，只有找到2根鴨茅的花穂與海涅的詩集外其他都沒有，在明白他是謊言成性的貧窮狐狸後，就張大嘴對著狐狸的屍體發出一陣淒厲的哭聲。

## 解說
描繪著圍繞在一株美麗的樺樹的土神與狐狸擁抱著戀愛的苦惱的作品。
這個故事，活者以業為主題。狐狸是狐狸與生俱來是沒信用的，雖然打扮的帥氣又博學，沒有對樺樹說好話以外的朋友。雖然對朋友說謊，可是有在反省，結果真正的事無法言語，存在著謊言交織的柔弱的一面。結果因為自己的謊言而成為仇敵喪失了性命。土神因為是神，是因為聚集周遭的人們的尊敬而當然的存在著。可是因為現實的神沒有著對應的寬廣的心，也沒有內涵伴隨，更沒有人拿供品前來，對於樺樹充滿著好意，可是沒有辦法滿足她。為此感到焦躁、自卑而痛苦著。而且，而未能看透狐狸本來的樣子而把他給殺死了。
故事結束前，土神因為嫉妒而殺死了狐狸，後來發現他其實是與自己遭遇十分相似的事情後，就傷心的哭了起來。狐狸的笑容，與其說是對土神嘲笑，不如說是被害者前世的罪業被放了出來，這樣的諷刺說法。說道業以外的其他作品，滑床山的熊，也登場著這樣的笑容。
這個作品，所隱射的土神是退休教授，狐狸是貧窮詩人，樺樹是村姑，這樣的內容在文章中被留了下來。

## 相關項目
- 宮澤賢治
- 產土神
- 狐狸
- 海因里希·海涅
- 卡爾·蔡司公司
- 水澤天文台

## 外部連結
- （日語）『土神與狐狸』：新字舊假名 （页面存档备份，存于）（青空文庫）